# Атамант
Атамант (грч. Athamas, лат. Athamas) је био краљ Орхомена у Беотији - син тесалскога краља Еола и његове жене Енарете.

## Митологија
Атамант је био два пута ожењен, први пут са богињом облака Нефелом, са којом је имао сина Фрикса и кћерку Хелу, а други пут му је жена била кћерка тебанског краља Кадма, Ина, са којом је имао два сина, Леарха и Меликерта.
Ина је мрзела Атамантову децу из првог брака и на сваки начин је покушала да им науди, и када је, напокон, разним интригама и играма успела да наговори Атаманта да жртвује боговима свог сина Фрикса, Нефела, његова мајка, је успела да га спасе. Послала је у Орхомен златног овна који је, у последњи час спасао и Фрикса и Хелу.
После овог догађаја, није прошло много времена, а Атамант се прихватио да одгоји Диониса, младог сина бога Зевса и његове љубавнице Семеле, Инине сестре. Када је за то сазнала Хера, Зевсова жена, послала је лудило Атаманту, и у наступу потпуне помахнитаности, Атамант је убио свог сина Леарха, из брака са Ином, и покушао убити и другог сина Меликерта. Ина је некако успела спасти Меликерта јер се са њим у наручју бацила са стене у море. Зевс узвисио Ину и Меликерта у морска божанства. Тада је безумни Атамант кренуо да убије и Диониса, али је Зевс наредио Хермесу да га спасе.
После свих ових догађаја Атамант је дуго лутао и напокон се настанио у Лапиту, где је утемељио град Атамантију.